# Tarnoszyn (gmina)
Tarnoszyn (od 1951 Ulhówek) – dawna gmina wiejska istniejąca w latach 1934–1951 w woj. lwowskim/lubelskim. Siedzibą władz gminy w latach 1934–45 był Tarnoszyn, a po wojnie Uhnów (będący równocześnie siedzibą gminy Uhnów, w której się znajdował).
Gminę zbiorową Tarnoszyn utworzono 1 sierpnia 1934 roku w województwie lwowskim, w powiecie rawskim, z dotychczasowych jednostkowych gmin wiejskich: Dyniska, Korczmin, Korczów, Krzewica, Rzeczyca, Staje, Szczepiatyn, Tarnoszyn, Ulhówek i Wasylów.
Pod okupacją niemiecką gminę Tarnoszyn włączono do powiatu hrubieszowskiego w dystrykcie lubelskim Generalnego Gubernatorstwa (GG). Ponieważ granica między GG a Związkiem Radzieckim (a od 1940 między dystryktami lubelskim a galicyjskim w obrębie GG) przebiegała na rzece Sołokii, część Uhnowa (który przypadł ZSRR) na północ od Sołokii - Zastawie ze stacją kolejową Uhnowa (761 mieszkańców) - przyłączono do gminy Tarnoszyn; wyodrębniono też nową gromadę Hubinek. Tak więc gmina Tarnoszyn w latach 1940–45 składała się z 12 gromad: Dyniska, Hubinek, Korczmin, Korczów, Krzewica, Rzeczyca, Staje, Szczepiatyn, Tarnoszyn, Ulhówek, Wasylów i Zastawie. 
Na mocy dekretu PKWN z 21 sierpnia 1944 (Art. 12) uchylono podział administracyjny wprowadzony przez okupanta. Jednakże, ponieważ przedwojenny powiat rawski przestał istnieć (po przejęciu większej części jego obszaru przez ZSRR), obszar gminy Tarnoszyn pozostałby w powiecie hrubieszowskim. Z powodu bliższego położenia gminy względem Tomaszowa Lubelskiego, władze polskie przeniosły 9 sierpnia 1945 roku gminę do powiatu tomaszowskiego (woj. lubelskie). W skład gminy wszedł także wąski pas przedzielonej granicą gminy Bruckenthal (położone na północ od Sołokii obszary gromad Domaszków, Ostobuż, Woronów i Tehlów). 
Gmina została zniesiona w dniu 26 listopada 1951 roku w związku z przeniesieniem siedziby z Uhnowa do Ulhówka i zmianą nazwy jednostki na gmina Ulhówek. Manewr ten był powiązany ze zmianami terytorialnymi między Związkiem Radzieckim i Polską w ramach umowy o zamianie granic z 1951 roku. W toku zamian, gromady Korczów (oprócz północnej części) i Staje przy linii kolejowej Rawa Ruska–Krystynopol, południowa część Korczmina oraz pasmo dawnej gminy Bruckenthal zostały odłączone od gminy Tarnoszyn i włączone do ZSRR, a także powojenna siedziba gminy Tarnoszyn – Uhnów, pozostawiając przez to gminę Tarnoszyn bez urzędu gminy. W okrojonej gminie wieś Ulhówek posiadała najlepsze predyspozycje do ulokowania nowej siedziby gminy; przy okazji zmieniono też nazwę gminy na Ulhówek aby odpowiadała nowym realiom.
W lipcu 1952 roku nowa gmina Ulhówek składała się z 8 gromad. Gmina Ulhówek zniesiono ostatecznie 29 września 1954 roku wraz z reformą wprowadzającą gromady w miejsce gmin. Ulhówek, Tarnoszyn, Rzeczyca i Szczepiatyn utworzyły gromadę Ulhówek, natomiast Dyniska i Hubinek weszły w skład gromady Dyniska, a Wasylów, Korczmin i Krzewica utworzyły gromady Korczmin.